# Nigériai labdarúgó-bajnokság (első osztály)
A Nigerian Premier League a nigériai labdarúgás legmagasabb osztálya. A bajnokságot 1972-ben alapították, ekkor még csak hat csapat szerepelt benne. Jelenleg 20 klub alkotja.

## Jelenlegi résztvevők
- Plateau United (Jos)
- MFM (Lagos)
- Enyimba (Aba)
- Akwa United (Uyo)
- Nasarawa United (Lafia)
- El Kanemi Warriors (Maiduguri)
- Lobi Stars (Makurdi)
- Kano Pillars (Kano)
- Ifeanyi Ubah (Nnewi)
- Sunshine Stars (Akure)
- Niger Tornadoes (Minna)
- Abia Warriors (Umuahia)
- Wikki Tourists (Bauchi)
- Enugu Rangers (Enugu)
- Katsina United (Katsina)
- Shooting Stars (Ibadan)
- Rivers United (Port Harcourt)
- ABS (Ilorin)
- Gombe United (Gombe)
- Remo Stars (Sagamu)

## Az eddigi győztesek
| - 1972 : Mighty Jes (Jos) - 1973 : Bendel Insurance (Benin City) - 1974 : Rangers International (Enugu) - 1975 : Rangers International - 1976 : Shooting Stars (Ibadan) - 1977 : Rangers International - 1978 : Racca Rovers (Kano) - 1979 : Bendel Insurance - 1980 : Shooting Stars - 1981 : Rangers International - 1982 : Rangers International - 1983 : Shooting Stars - 1984 : Rangers International - 1985 : New Nigeria Bank (Benin City) - 1986 : Leventis United (Ibadan) - 1987 : Iwuanyanwu Nationale (Owerri) - 1988 : Iwuanyanwu Nationale - 1989 : Iwuanyanwu Nationale - 1990 : Iwuanyanwu Nationale - 1991 : Julius Berger (Lagos) | - 1992 : Stationery Stores (Lagos) - 1993 : Iwuanyanwu Nationale - 1994 : BCC Lions (Gboko) - 1995 : Shooting Stars - 1996 : Udoji United (Awka) - 1997 : Eagle Cement (Port Harcourt) - 1998 : Shooting Stars - 1999 : Lobi Stars (Makurdi) - 2000 : Julius Berger - 2001 : Enyimba (Aba) - 2002 : Enyimba - 2003 : Enyimba - 2004 : Dolphins (Port Harcourt) - 2005 : Enyimba - 2006 : Ocean Boys (Brass) - 2007 : Enyimba - 2008 : Kano Pillars (Kano) - 2009 : Bayelsa United (Yenegoa) - 2010 : Enyimba - 2011 : Dolphins | - 2012 : Kano Pillars - 2013 : Kano Pillars - 2014 : Kano Pillars - 2015 : Enyimba - 2016 : Rangers International - 2017 : Plateau United (Jos) |  |

## Legsikeresebb klubok
| Klub                                               | Bajnoki címek | Bajnoki évek                                |
| -------------------------------------------------- | ------------- | ------------------------------------------- |
| Enyimba (Aba)                                      | 7             | 2001, 2002, 2003, 2005, 2007, 2009–10, 2015 |
| Enugu Rangers (Enugu)                              | 7             | 1971, 1974, 1975, 1981, 1982, 1984, 2016    |
| Shooting Stars (Ibadan)                            | 5             | 1976, 1980, 1983, 1995, 1998                |
| Iwuanyanwu Nationale (Owerri) (korábban Heartland) | 5             | 1987, 1988, 1989, 1990, 1993                |
| Kano Pillars (Kano)                                | 4             | 2008, 2012, 2013, 2014                      |
| Dolphins (Port Harcourt) (korábban Eagle Cement)   | 3             | 1997, 2004, 2011                            |
| Julius Berger (Lagos)                              | 2             | 1991, 2000                                  |
| Bendel Insurance (Benin City)                      | 2             | 1973, 1979                                  |
| Plateau United (Jos)                               | 1             | 2017                                        |
| Leventis United (Ibadan)                           | 1             | 1986                                        |
| Bayelsa United (Yenegoa)                           | 1             | 2009                                        |
| Ocean Boys (Brass)                                 | 1             | 2006                                        |
| Lobi Stars (Makurdi)                               | 1             | 1999                                        |
| Udoji United (Awka)                                | 1             | 1996                                        |
| BCC Lions (Gboko)                                  | 1             | 1994                                        |
| Stationery Stores (Lagos)                          | 1             | 1992                                        |
| New Nigeria Bank (Benin City)                      | 1             | 1985                                        |
| Racca Rovers (Kano)                                | 1             | 1978                                        |
| Mighty Jets (Jos)                                  | 1             | 1972                                        |

## Lásd még
- Nigériai labdarúgócsapatok listája

## Külső hivatkozások
- Hivatalos weboldal
- A bajnokság az RSSSF oldalán
- Nigerian Football Online Archiválva 2009. január 30-i dátummal a Wayback Machine-ben